# Evaluation Assurance Level
Pour les articles homonymes, voir EAL.
Evaluation Assurance Level (EAL) est un système d'évaluation.
Il existe 7 niveaux d’assurance d’évaluation – selon les Critères communs : 
- EAL1 : testé fonctionnellement
- EAL2 : testé structurellement
- EAL3 : testé et vérifié méthodiquement
- EAL4 : conçu, testé et vérifié méthodiquement
- EAL5 : conçu de façon semi-formelle et testé
- EAL6 : conception vérifiée de façon semi-formelle et système testé
- EAL7 : conception vérifiée de façon formelle et système testé

## Niveaux de sécurité des applications civiles ou militaires
Pour les applications civiles, les EAL sont généralement de 1 à 4 (4+).
Pour les applications militaires, les EAL sont de 5 à 7.
Exemple d'EAL-7 : LynxSecure

## Vérification de politiques de sécurité
La satisfaction d'exigences de sécurité élevées, notamment dans le domaine militaire (EAL 5 à 7), ou, dans le domaine civil, pour les systèmes critiques (énergie, transport, chimie...), demande l'application de méthodes particulières.
Les méthodes formelles sont en général employées afin d'atteindre ces exigences.

## Les autres critères (ITSEC, TCSEC)
Les niveaux standards pour EAL correspondent au système européen (ITSEC) et américain (TCSEC).
| Common Criteria | ITSEC | TCSEC |
| --------------- | ----- | ----- |
| EAL1            | E0    | D     |
| EAL2            | E1    | C1    |
| EAL3            | E2    | C2    |
| EAL4            | E3    | B1    |
| EAL5            | E4    | B2    |
| EAL6            | E5    | B3    |
| EAL7            | E6    | A1    |